# Phenylmercury(II) borat
Phenylmecury(II) borat là một chất khử trùng và tẩy uế tại chỗ có thể hòa tan trong nước, etanol và glycerol. Nó có công thức hóa học C6H7HgBO3 và là một hợp chất hữu cơ, có màu trắng đến vàng nhạt hoặc không màu.